# ISO 29110
ISO/IEC 29110: Systems and Software Life Cycle Profiles and Guidelines for Very Small Entities, International Standards and Technical Reports, je sada norem, profilů, technických zpráv a směrnic, zaměřená na velmi malé podniky. Velmi malý podnikem je myšlena společnost, organizace, oddělení, nebo projekt, který čítá až 25 osob. Série ISO/IEC 29110 je nová sada mezinárodních norem pojmenovaná: „Systems and Software Engineering — Lifecycle Profiles for Very Small Entities“. Normy byly vyvinuty pracovní skupinou WG24 z podvýboru 7 (SC7) komise Joint Technical Comittee 1 (JTC1) z Mezinárodní organizace pro normalizaci a Mezinárodní elektrotechnické komise. 

## Potřeba lehkých norem pro vývoj systémů a softwarové inženýrství
Tržní prostředí uznává hodnotu velmi malých podniků v jejich příspěvku a podílu na vývoji, nebo výrobě produktů a služeb. Velmi malé podniky také vyvíjejí a/nebo udržují software, který je použit ve větších systémech.
Podle Organizace pro hospodářskou spolupráci a rozvoj (OECD) a dle jejích zpráv o podnikání malých a středních firem z roku 2005, představují malé a střední podniky dominantní formu společnosti ve všech zemích světa. Jejich zastoupení je mezi 95 a 99 procenty ze všech společností v závislosti na konkrétní zemi. Výzvou, které vlády OECD čelí je poskytnout podnikatelské prostředí, které bude podporovat konkurenceschopnost této velké, heterogenní skupině firem a bude podporovat životaplnou podnikatelskou kulturu.
Z provedených studií a průzkumů  vyplývá, že většina mezinárodních norem neodpovídá potřebám malých a středních podniků. Shoda s těmito normami je velice obtížná, někdy nemožná, což těmto podnikům dává velice malou šanci být uznanými jako výrobci kvalitního softwaru v jejich oboru. Právě proto se malé a střední podniky nemohou podílet na některých ekonomických aktivitách. 
Bylo zjištěno, že malé a střední podniky považují za obtížné vztáhnout mezinárodní normy na jejich podnikové potřeby a zdůvodnit jejich zavedení do firemních postupů. Většina malých a středních podniků si nemůže dovolit potřebné zdroje, v podobě počtu zaměstnanců, času a rozpočtu, ani nedokáže identifikovat užitek ze zavedení procesu životního cyklu softwaru. Pro překonání těchto překážek byla vyvinuta sada norem a technických zpráv zaměřená na malé a střední podniky.  Dokumenty jsou založeny na podmnožinách odpovídajících částí norem, nazývané jako profily pro malé a střední podniky. Účelem těchto profilů je definovat podmnožinu mezinárodních norem významných pro prostředí malých a středních podniků, například a procesy a výstupy ISO/IEC/IEEE 12207 a produkty ISO/IEC 15289.
Řada ISO/IEC 29110, rozdělena podle cílových skupin, byla vytvořena za účelem zlepšení kvality produktu, nebo služeb a výkonnosti procesů. Viz tabulka 1. ISO/IEC 29110 nevylučuje použití jiných životních cyklů, jako je například vodopádový, iterativní, inkrementální, evoluční, nebo agilní. 
| ISO/IEC 29110 | Název                              | Cílová skupina (zaměření)                                                                  |
| ------------- | ---------------------------------- | ------------------------------------------------------------------------------------------ |
| Část 1        | Přehled                            | Malé a střední podniky, posuzovatelé, producenti norem, prodejci nástrojů a metodologií    |
| Část 2        | Framework a taxonomie              | Producenti norem, prodejci nástrojů a metodologií. Není určeno pro malé a střední podniky. |
| Část 3        | Příručka pro posuzování procesů    | Posuzovatelé                                                                               |
| Část 4        | Specifikace profilů                | Producenti norem, prodejci nástrojů a metodologií. Není určeno pro malé a střední podniky. |
| Část 5        | Příručka pro řízení a implementaci | Malé a střední podniky                                                                     |

Pokud bude potřeba nový profil, ISO/IEC 29110-4 a ISO/IEC 29110-5, mohou být rozvinuty bez ovlivnění existujících dokumentů a stanou se z nich ISO/IEC 29110-4-m a ISO/IEC 29110-5-m-n v tomto pořadí, respektive skrz ISO/IEC proces.

## Profily
Klíčová charakteristika subjektů, na které je ISO/IEC 29110 zaměřena, je jejich velikost. Nicméně existují jiné aspekty a charakteristiky malých a středních podniků, které mohou ovlivnit přípravu, nebo výběr profilu, jako jsou: business modely (reklamy, řízení smluvních vztahů, vlastní vývoj produktu a jiné), proměnlivé faktory (nejisté prostředí) a míra rizika. Vytvářet vlastní profil pro každou možnou kombinaci hodnot zmíněných výše může vést k obrovskému a nezvladatelnému souboru profilů. Právě proto jsou profily pro malé a střední podniky seskupeny tak, aby byly aplikovatelné na více, než jednu kategorii. Skupiny profilů jsou souborem profilů, které jsou si příbuzné buď skladbou procesů (aktivit, úloh), úrovní zralostí procesů, nebo obojím. 

## Skupina obecných profilů
Skupina obecných profilů byla označena za použitelnou pro drtivou většinu malých a středních podniků, které nevyvíjejí kritický software a mají charakteristické proměnlivé faktory. Skupina obecných profilů je sbírkou čtyř profilů (vstupní, základní, střední, pokročilý), které poskytují progresivní přístup pro uspokojení valné většiny malých a středních podniků. Skupina obecných profilů pro softwarové inženýrství je založena na mexickém modelu softwarových procesů MoProSoft

## Publikované normy a technické zprávy
Řada ISO/IEC 29110 je sada složena z pěti různých částí. Část první, ISO/IEC TR29110-1 definuje obchodní termíny běžné pro profilovou sadu dokumentů pro malé a střední podniky. Představuje procesy, životní cyklus a standardizační koncepty a řadu ISO/IEC 29110. Také představuje charakteristiku a požadavky malých a středních podniků a objasňuje zdůvodnění pro specifické profily, dokumenty, normy a návody pro malé a střední podniky.
Část 2, ISO/IEC 29110-2 představuje koncepty pro standardizované profily softwarového inženýrství pro malé a střední podniky a definuje společné pojmy pro profilovou sadu dokumentů pro malé a střední podniky. Zavádí také logiku v definici a aplikaci standardizovaných profilů a specifikuje prvky společné pro všechny standardizované profily (struktura, konformita, posouzení procesů) a představuje taxonomii (katalog) ISO/IEC29110 profilů. 
Část 3, ISO/IEC TR 29110-3 definuje směrnice pro ohodnocení procesů a potřebné požadavky na zajištění shody s profily pro malé a středních podniky. ISO/IEC TR 29110-3 také obsahuje informace, které mohou být užitečné pro vývojáře metod a nástrojů pro posuzování procesů. ISO/IEC TR 29110-3 je určeno lidem, kteří mají přímý vztah s procesem ohodnocování procesů, např. hodnotitel a sponzor ohodnocování, kteří potřebují jistotu, že požadavky pro provedení ohodnocení byly splněny.
Část 4, ISO/IEC 29110-4-1 (11) poskytuje specifikace všech profilů Skupiny obecných profilů. Skupina obecných profilů je použitelná pro malé a střední podniky, které nevyvíjejí kritický software. Profily jsou založeny na podmnožinách odpovídajících norem. Profily pro malé a střední podniky jsou zaměřeny autory/poskytovatele příruček a autory/poskytovatele nástrojů a jiných podpůrných materiálů. 
Část 5, ISO/IEC 29110-5-m-n poskytuje příručku pro řízení a inženýring implementace pro profil pro malé a střední firmy popsaný v ISO/IEC 29110-4-m.

## Implementační balíčky
Implementační balíček je sada artefaktů, vyvinutá pro usnadnění zavedení sady postupů vybraného frameworku v malých a středních podnicích. Účelem implementačního balíčku popsaného níže je pomoci implementovat procesy Skupiny obecných profilů. Skupina obecných profilů se skládá ze 4 profilů: vstupní, základní, střední a pokročilý a nezahrnuje konkrétní aplikační doménu.
Obsah typického implementačního balíčku je rozepsán v tabulce 2. Mapování na normy a modely je poskytnuto pro ukázku toho, že implementační balíčky mají přímé vazby na pátou část (ISO/IEC 29110-5-m-n) a na vybrané ISO normy, kupříkladu ISO/IEC 12207, nebo na modely, jako je CMMI od Software Engineering Institute. Zavedením implementačního balíčku může malý a střední podnik demonstrovat pokrytí páté části ISO/IEC 29110. Implementační balíčky jsou navrženy tak, že podnik může balíček implementovat bez nutnosti zavádět kompletní framework. 
| 1. Technický popis                                                          |
| Účel dokumentu                                                              |
| Proč je toto téma důležité?                                                 |
| 2. Definice                                                                 |
| 3. Příbuznost s ISO/IEC 29110                                               |
| 4. Přehled procesů, aktivit, úkolů, rolí a produktů                         |
| 5. Popis procesů, aktivit, úkolů, rolí a produktů                           |
| Popis rolí                                                                  |
| Popis produktu                                                              |
| Popis artefaktů                                                             |
| 6. Šablona                                                                  |
| 7. Příklad                                                                  |
| 8. Kontrolní seznam                                                         |
| 9. Nástroje                                                                 |
| 10. Odkazy na starší normy a modely (např. ISO 9001, ISO/IEC 12207, CMMI ®) |
| 11. Reference                                                               |
| 12. Evaluační dotazník                                                      |

Základní profil popisuje vývoj softwaru jediné aplikace, jediným projektovým týmem a neuvažuje žádná speciální rizika, nebo proměnlivé faktory. Sada implementačních balíčku je ilustrována na obrázku níže.
Implementační balíčky, stejně jako ostatní podpůrné materiály, jako jsou například plug-iny, jsou zdarma dostupné na internetu (viz níže).

## Stav
- Aktuální verze ISO/IEC 29110-2 a ISO/IEC 29110-4-1, vydána v lednu 2011.
- Aktuální verze: ISO/IEC TR 29110-1, ISO/IEC TR 29110-3 a ISO/IEC TR 29110-5-1-2, vydána v lednu 2011, dostupná z ISO/ITTF volně ke stažení
- Aktuální verze: ISO/IEC TR 29110-5-1-1:2012 – Příručka pro řízení a implementaci vstupního profilu byla publikována v angličtině a francouzštině v září 2012 a je dostupná z ISO/ITTF volně ke stažení

## V přípravě
- Pro střední Software engineering profil: ISO/IEC TR 29110-5-1-3 Příručka pro řízení a implementaci je očekáváno vydání v roce 2013
- Pro základní Software engineering profil: ISO/IEC TR 29110-5-11-2 Příručka pro řízení a implementaci je očekáváno vydání v roce 2013
- Pro pokročilý Software engineering profil: ISO/IEC TR 29110-5-1-4 Příručka pro řízení a implementaci je očekáváno vydání v roce 2014